# Tiracola sacca
Tiracola sacca är en fjärilsart som beskrevs av Todd och Robert W. Poole. Tiracola sacca ingår i släktet Tiracola och familjen nattflyn. Inga underarter finns listade i Catalogue of Life.